# Carlos Pickman Jones
Charles Pickman Jones (Londres, 4 de marzo de 1808-Sevilla, 4 de junio de 1883), españolizado como Carlos Pickman, fundó una empresa de cerámica en el antiguo monasterio de la Cartuja de Sevilla y fue nombrado marqués de Pickman.

## Biografía
Era hijo de un respetado comerciante inglés, Richard Pickman. Richard había nacido en Wallingford en 1763 y moriría en 1838 en Liverpool. Richard comerciaba con China con cristalería y cerámica del condado alfarero de Staffordshire y tenía sedes comerciales en las ciudades portuarias de Londres y Liverpool. Contrajo matrimonio con Susannah Jones, que era de Farmborg Hall, Londres.
Su hijo, William Pickman Hicks, se trasladó a Cádiz en 1810 para comerciar en la ciudad con estos productos, pero murió sin tener demasiado éxito en 1822. En ese mismo año, el medio-hermano de William, Charles Pickman, se trasladó a Sevilla para continuar con el negocio, se asoció con la viuda de William y puso su tienda en la calle Gallegos de la ciudad. Charles contrajo matrimonio con la hija de William, María Josefa Pickman y Martínez de la Vega. En 1837 comenzó un proyecto con su cuñado, Guillermo Aponte y Martínez de la Vega, para establecer una fábrica de loza.
Tras la desamortización de Mendizábal arrendó el monasterio cartujo de Santa María de las Cuevas , el cual estaba desocupado, con la intención de comenzar un negocio de fábrica de loza como hacía su padre en Inglaterra. La marca de cerámica de Pickman tomó su nombre de su apellido y del nombre del monasterio: La Cartuja de Sevilla-Pickman. El negocio prosperó, y la fábrica de cerámica llegó a convertirse en una de las más conocidas de Europa. Logró comerciar también con los países hispanoamericanos.
Gracias a sus relaciones sociales y comerciales llegó a ser elegido Comisario Regio de Agricultura, Industria y Comercio de la provincia de Sevilla y Vicepresidente de la Academia Nacional Agrícola, Manufacturera y Comercial de París. En 1871 el rey Amadeo I de Saboya nombró a su fábrica "proveedora de la Casa Real". En febrero de 1873, durante el reinado de este monarca, recibió el título de marqués de Pickman por su labor empresarial.